# Hrabstwo Caledonia
Hrabstwo Caledonia (ang. Caledonia County) – hrabstwo w stanie Vermont w Stanach Zjednoczonych. Obszar całkowity hrabstwa obejmuje powierzchnię 657,52 mil² (1702,97 km²). Według szacunków United States Census Bureau w roku 2009 miało 31 227 mieszkańców.
Hrabstwo powstało w 1792 roku. 

## Gminy (town)
- Barnet
- Burke
- Danville
- Groton
- Hardwick
- Kirby
- Lyndon
- Newark
- Peacham
- Ryegate
- Sheffield
- St. Johnsbury
- Stannard
- Sutton
- Walden
- Waterford
- Wheelock[4]

## Wsie (village)
- Lyndonville
- West Burke[4]

## CDP
- Barnet
- Danville
- East Burke
- Groton
- Hardwick
- St. Johnsbury[4]

| Populacja hrabstwa w poprzednich latach | Populacja hrabstwa w poprzednich latach |
| Rok                                     | Liczba ludności                         |
| --------------------------------------- | --------------------------------------- |
| 1980                                    | 25 814                                  |
| 1990                                    | 27 846                                  |
| 2000                                    | 29 702                                  |
| 2005                                    | 30 440                                  |